# Phaeophilacris bequaertae
Phaeophilacris bequaertae är en insektsart som beskrevs av Lucien Chopard 1948. Phaeophilacris bequaertae ingår i släktet Phaeophilacris och familjen syrsor. Inga underarter finns listade i Catalogue of Life.